# Aldijana Bogucanin
Aldijana Bogucanin (ur. 1990) – bośniacka lekkoatletka specjalizująca się w skoku o tyczce.

## Rekordy życiowe
- skok o tyczce - 2,40 (2006) rekord Bośni i Hercegowiny[1]